# Vlag van Hoogheemraadschap Noordhollands Noorderkwartier

Vlag van Hoogheemraadschap Noordhollands Noorderkwartier

De vlag van Hoogheemraadschap Noordhollands Noorderkwartier is op onbekende datum vastgesteld als de vlag van het Hoogheemraadschap Noordhollands Noorderkwartier. De vlag kan als volgt worden beschreven:
Acht even hoge banen van blauw en wit, met een vierkant geel kanton van 1/2 vlaghoogte, geladen met een rode leeuw, blauw gewapend, met een witte spade.
De vlag is afgeleid op het wapen.
Vanaf 2004 is de vlag niet langer als de vlag van deze waterschap in gebruik omdat het Hoogheemraadschap Noordhollands Noorderkwartier in het nieuwe Hoogheemraadschap van Uitwaterende Sluizen in Hollands Noorderkwartier op is gegaan.

## Verwante afbeeldingen

Wapen van Hoogheemraadschap Noordhollands Noorderkwartier

Aa en Maas · Amstel, Gooi en Vecht · Brabantse Delta · Delfland · De Dommel · Drents Overijsselse Delta · Fryslân · Hollands Noorderkwartier · Hollandse Delta · Hunze en Aa's · Limburg · Noorderzijlvest · Rijn en IJssel · Rijnland · Rivierenland · Scheldestromen · Schieland en de Krimpenerwaard · De Stichtse Rijnlanden · Vallei en Veluwe · Vechtstromen · Zuiderzeeland
Voormalige waterschappen: 
De Aa · De Aarlanden · Alblasserwaard en de Vijfheerenlanden · De Alm · Amelander Grieën · Amstel- en Gooiland · Amstelland · Boarn en Klif · De Bovenvecht · Drentse Aa · Duurswold · Eemszijlvest · Goeree-Overflakkee · Gouwelanden · Groot Maas en Waal · Groot-Haarlemmermeer · Groot-Waterschap van Woerden · Groote Waard · Haarlemmermeerpolder · Hulster Ambacht · IJsselmonde · Krimpenerwaard · Land van Heusden en Altena · Het Lange Rond · Lauwerswâlden · Leidse Rijn · Linge · De Maaskant · Het Maasterras · Mark en Dintel · Marne-Middelsee · Meer en Woude · De Middelsékrite · De Nederwaard · Noord-Beveland · Noord- en Zuid-Beveland · Noord-Limburg · Noord-Veluwe · Noordhollands Noorderkwartier · Noordoostpolder · Noordwoude · Oldambt · Oude IJssel · De Overwaard · De Proosdijlanden · Purmer · Regge en Dinkel · De Runde · Salland · Schermer · Schieland · De Schipbeek · Schouwen-Duiveland · Sevenwolden · De Stellingwerven · Tholen · Tusken Waed en Ie · Uitwaterende Sluizen in Kennemerland en West-Friesland · De Vechtlanden · De Vier Noorder Koggen · Het Vrije van Sluis · De Waadkant · Walcheren · Waterland · De Waterlanden · Westergo's IJsselmeerdijken · Westerkwartier · Westfriesland · Wilck en Wiericke · Wilhelminapolder · Zuiveringschap Limburg